# Adelán
Adelán (llamada oficialmente Santiago de Adelán) es una parroquia española del municipio de Alfoz, en la provincia de Lugo, Galicia.

## Organización territorial
La parroquia está formada por veintisiete entidades de población:

### Entidades de población
Entidades de población que forman parte de la parroquia:
- Camariña (A Camariña)
- Cancela (A Cancela)
- Fonte da Bestra (A Fonte da Bestra)
- Iglesia (A Igrexa)
- Lama (A Lama)
- Orden (A Orden)
- Rebolada (A Rebolada)
- Rexedoira (A Rexedoira)
- Cales (As Cales)
- Cadereido
- Clavos
- Corbite
- Coto (O Coto)
- Cristo (O Cristo)
- Fachelas
- Enxameado (O Enxameado)
- Pouso (O Pouso)
- Casás (Os Casás)
- Novás (Os Novás)
- Vilar (O Vilar)
- Pías
- Presaboa (Presa Boa)
- Suasbarras
- Torrillón
- Vixín

### Despoblados
Despoblados que forman parte de la parroquia:
- Abeledo
- Martilla (A Martilla)

## Demografía
| Gráfica de evolución demográfica de Adelán entre 2000 y 2019 |
|                                                              |
| Datos según el nomenclátor publicado por el INE.             |